# Innsbrucker (Prüller) Kräuterbuch
Innsbrucker (Prüller) Kräuterbuch, Innsbrucker (Prüler) Kräuterbuch, Innsbruck-Prüller Kräuterbuch, Innsbrucker Kräuterbuch oder Prüller Kräuterbuch sind Bezeichnungen der ersten Abhandlung über Heilkräuter in deutscher Sprache. Die frühesten bekannten Handschriften (Haupthandschriften) dieses Kräuterbuchs werden ins 12. Jahrhundert datiert. Eine erweiterte Fassung aus dem 13. Jahrhundert wird Emmeramer Kräuterbuch genannt.

## Bezeichnungen
Die Bezeichnungen leiten sich vom Aufbewahrungsort Innsbruck der einen und vom Entstehungsort Kloster Prüll (Regensburg) der anderen Haupthandschrift ab. 
Die Innsbrucker Handschrift (Cod. 652, Blatt 78v und 79r) folgt im selben Codex auf das Innsbrucker Arzneibuch (Cod. 652, Blatt 76v–78r). 
Die Prüller Handschrift ist etwas früher entstanden als die Innsbrucker Handschrift.

## Überlieferung
Handschriftencensus: „Innsbrucker (Prüler) Kräuterbuch“. Überlieferung.
- München (Kloster Prüll), Staatsbibliothek. Clm 536, Blatt 86r-87r. Entstehungszeit: Mitte des 12. Jahrhunderts (1143-1145). Prüller Kräuterbuch. (Digitalisat)
- Innsbruck, Universitäts- und Landesbibliothek, Cod. 652. Entstehungszeit: drittes Viertel des 12. Jahrhunderts.

Blatt 76v, Blatt 77r, Blatt 77v und Blatt 78r: Innsbrucker Arzneibuch.
Blatt 78v und Blatt 79r: Innsbrucker Kräuterbuch.
- München (Kloster Sankt Emmeram), Staatsbibliothek, Clm 14851. Entstehungszeit: bald nach 1250.[4]

Blatt 115v–117r. (Digitalisat). Emmeramer Rezeptar = Teilbearbeitung des Innsbrucker Arzneibuchs.
Blatt 117r–119r. (Digitalisat). Emmeramer Kräuterbuch = erweiterte Fassung des Innsbrucker (Prüller) Kräuterbuchs.
- München Staatsbibliothek. Cgm 5248/11. Fragment, bairisch, 3. Viertel 12. Jh. (Digitalisat)
- Wien. Österreichische Nationalbibliothek. Cod. 1118, Blatt 80v–81v. Erweiterte Fassung des Innsbrucker (Prüller) Kräuterbuchs. Schreibsprache: bairisch-österr. Entstehungszeit: 1. Hälfte des 13. Jh. (Digitalisat)
- Solothurn. Zentralbibliothek, Cod. S 386, alemannisch (Ravensburg) 1463–1466, Blatt 72r, Streuüberlieferung. (Digitalisat)

## Edition
Die Haupthandschriften wurden durch Friedrich Wilhelm ediert und kommentiert.

## Rezeption
In der erweiterten Emmeramer Version des Kräuterbuchs finden Übereinstimmungen mit den Wettinger Rezepten.

## Inhalt
Der Text ist wahrscheinlich um 1100 in Bayern entstanden. Als Verfasser wird ein Klerikerarzt vermutet. Fußend auf vorsalernitanischen und volksheilkundlichen Quellen listete er um die 20 Drogen auf und gab für sie jeweils ein bis zwei Heilanzeigen an. Er schrieb sowohl über einheimische Gartenkräuter als auch über Drogen ausländischer Herkunft. Seit dem 13. Jahrhundert wurde das Innsbrucker (Prüler) Kräuterbuch durch umfangreichere Werke verdrängt.
| Botanischer Deutungs-Versuch | Text unter Berücksichtigung der Haupthandschriften Prüll und Innsbruck | Übersetzungsversuch |
| --- | --- | --- |
| Yſopo. Im Mittelalter wurde der Ysop auch nördlich der Alpen angebaut.                                                                                                  | Ysopo iſt gŏt chrut. obe diu gebŏrt ſtirbeſt in demo wibe. trinke iz mit warmem wazzer. ſo uert iz uone ire. Er iſt gŏt wr den - [a Prüll:] ſtenken [b Innsbruck:] stechen - unte hilfet och den. den der mage ſvirt                                 | Ysop ist ein gutes Kraut. Wenn die Geburt im Weibe stirbt, trinke Ysop mit warmem Wasser, so löst sich das tote Kind von ihr. Es ist gut gegen das - Seitenstechen? - und hilft auch denjenigen, welchen der Magen „svirt“, d. h. schwärt bzw. (geschwürig) entzündet ist.                         |
| Bibinella. Wohl Bibernellen. Es lässt sich nicht entscheiden, ob die Kleine Bibernelle oder die Große Bibernelle gemeint war.                                           | Bibinella iſt gŏt zu allen arbaiten deſ herzen. der ſi mit eziche ſŏdit. unte ſi ſo niuzet. | Bibernelle kräftigt das Herz, wenn man sie mit Essig siedet und sie so einnimmt. |
| Mit Gentiana war nördlich der Alpen der Gelbe Enzian gemeint. „Hemer“ oder „Hemere“ wird als Blauer Eisenhut, als Nieswurz-Art oder als Weißer Germer gedeutet.         | Genciana unte diu hemere gesoteniu mit ezzich. iſt gŏt den tobentigen. | Gelber Enzian und „hemere“ mit Essig gesotten ist gut für die Tobenden. |
| Stainfar. Ist am ehesten als Braunstieliger Streifenfarn zu deuten, der im Analogiezauber der Volksmedizin verwendet wurde. In Frage kommt auch Gewöhnlicher Tüpfelfarn | Stainfar genozzen mit prote iſt den gŏt den lanche we tŏint. | Steinfarn genossen mit Brot ist denen gut, denen die Lende weh tut. |
| Scellewrze = Schöllkraut. | Scellewrze ſoch ist gŏt den tunchelen ŏgen. obe ſi getempert wirt mit wine. vnte mit oleo. unte mit wizem ingeber. | Schöllkraut-Saft ist gut für die dunklen Augen, wenn er mit Wein, Olivenöl und weißem Ingwer gemischt (temperiert) wird. |
| Biboz = Beifuß. | Biboz iſt gŏt ze dem waganten zane. iſt dem wib zediu gŏt. da ſi da geniſit. bint irz uf den buch. ſi geniſet ſa zeſtunte. - [a Prüll:]: nim iz ab scire. daz daz ineider iht nahcge. [b Innsbruck:] nim iz habe ſchire daz daz innader hiut nachge. | Beifuß ist gut zu dem „waganten zane“ (wandernden Harnwegsstein?). Beifuß ist gut für die Frau, die sich von der Geburt erholt. Binde ihr Beifuß auf den Bauch und sie erholt sich schnell. Nimm es alsbald wieder weg damit es keinen Vorfall von inneren Organen gebe.                           |
| Senef = Senf-Arten | Senef genuven mit honige gemiſket. iſt gŏt ze der uzgebliuhten hiute. | Senf zerstoßen und mit Honig gemischt, ist gut zur verwelkten (ausgeblühten) Haut. |
| Minze = Minzen-Arten. | Minze iſt gŏt wr die gelust deſhureſ. | Minze ist gut gegen den Haarausfall. |
| Ebom = Gemeiner Efeu. | Ebom iſt gŏt wr den tropfen ob er das ſoch trinket. | Efeu ist gut gegen den Schlaganfall wenn man den Saft trinkt. |
| Ephich = Echter Sellerie. | Epich iſt gŏt den zornegen liuten. unte den den der buch we tuot. ob er in trinchet in demo bade. | Sellerie ist gut für Choleriker und für diejenigen, denen der Bauch weh tut. Man soll Sellerie im Bade trinken. |
| Huſwrze = Dach-Hauswurz. | Huſwrze sohc ist gŏt den der ubele gehŏret. Trophet im iz inz ore. miſkiſ mit hiuner ſmalze. | Hauswurz-Saft ist gut dem, der schlecht hört. Er soll ihm vermischt mit Hühner-Schmalz ins Ohr getropft werden. |
| Galgan = Echter Galgant. | Daz galgan ist warmer nature. iz doievvet unte loſit. machet den munt uil ſiuze ſtinkent. unte bringet den man. unte daz vvib ze mihchelen minnen.                                                                                                   | Galgant ist warmer Natur. Er verdaut und löst. Macht dem Mund einen angenehmen Geruch und bringt Mann und Frau zu großer Minne. |
| Citwar = Zitwerwurzel. | Citwar iſt alſam. war daz iz ſterchet den magen ze dem ezzene. unte iſt gŏt vvr di hechunge der eiterwrmei. unt ist gŏt wr dei wib. | Citwar hat die Eigenschaft, dass er den Magen stärkt. Er ist gut gegen Verletzungen durch „Eiterwürmer.“ Und ist gut für die Frauen. |
| Ingeber = Ingwer. | Daz ingeber iſt och warmer nature. iſt gŏt iohc alten wiben unte alten livten. iz ſuentet allan den ſithům iſt och gŏt wr den zandeſuern. | Ingwer ist auch warmer Natur. Ist auch gut für alte Weiber und alte Leute. Er wendet allen Siechtum und ist auch gut gegen Zahnschmerz. |
| Perthram = Mehrjähriger Bertram. | Perthtram iſt gŏt wr daz roz. iz ſuentet daz. unte iſt gŏt vvr ander ſihtŏm deſ mundeſ unte der chelen. | Bertram ist gut gegen den Rotz, er beseitigt den. Und ist gut gegen andere Erkrankungen des Mundes und der Kehle. |
| Nux muſcat = Muskatnussbaum. | Nux muſcat iſt warmer nature. ſi sterchet den man. ſi machet ſiuzez kuſſen ſi iſt gůt wr den ſihtům der lebere unte des milzes. | Muskatnuss ist warmer Natur. Sie stärkt den Mann und bewirkt angenehmes Küssen. Sie ist gut gegen Krankheiten der Leber und der Milz. |
| Peonia = Pfingstrosen. | Peonia iſt gůt fur ze bringen den wiben ir nature blŏt. ſi dewinget unt iſt gŏt fur di gith. unte wr die ſwellunge deſ libeſ. | Pfingstrose ist gut, den Frauen ihre Blutung zu bringen. Sie löst und ist gut für Gicht und gegen Schwellungen des Leibes. |
| Liquiritia = Echtes Süßholz | Liquiritia iſt gŏt uur die hůſten. unte wr den bruſtſweren. | Süßholz ist gut gegen Husten und gegen Brustbeschwerden. |
| | Collirium ualde mirabile caligantibuſ oculiſ et omnibuſ doloribuſ oculorum prodeſt. | Ein Augenheilmittel, das sehr gut bei Verdunkelung der Augen und bei Augenschmerzen wirkt. |
| | Mel coctum abſque fumo. oleum oliue. dulce acetum. lac femineum. ſucum edere terrestis. ſaliſ gemme. ſucum rute. De omnibuſ equiſ ponderibuſ commiſce. in eneo uaſe. dimitte donec fiat uiride. et ſic in oculis mitte. probatum est.                | Über rauchlosem Feuer gekochter Honig, Olivenöl, süßer Essig, Frauenmilch, Saft der Gundelrebe, Steinsalz und Saft der Weinraute. Von jedem das gleiche Gewicht. Mische zusammen in einem kupfernen Gefäß, bis es sich grün zu verfärben beginnt. Und bringe sie so auf die Augen. Es ist bewährt. |
| | Rutam ſiccam et mel atticum. equiſ ponderibus miſce. et oculoſ inunge. certum eſt lacrimaſ reſtringere. | Mische gleiche Teile von getrockneter Weinraute und attischem Honig. Bestreiche damit die Augen. Es ist ein sicheres Mittel um den Tränenfluss einzudämmen. |
| | Ad lapidem oculorum. uel ad eoſ qui anguloſ oculorum confractoſ ab humore habent. Roſe et feniculi radiceſ et ex aqua fontana. et olei par coctioni.                                                                                                 | Zum „Augen-Stein“, bzw. für diejenigen, die durch die Säfte bedingte Schuppen in den Augenwinkeln haben. Rosen- und Fenchel-Wurzeln werden in einer Mischung aus gleichen Teilen von Quellwasser und von Öl gekocht.                                                                               |